# Agatharchos
För månkratern, se Agatharchides (månkrater)
Agatharchos (grekiska Ἀγάθαρχος, Agátharchos, latin Agatharchus), ibland Agatharchides (grekiska Ἀγαθαρχίδης, Agatharchídes), grekisk målare från Samos som levde på Aischylos tid, det vill säga senare hälften av 400-talet före Kristus. Agatharchos, som arbetade i Polygnotos och Mikons tradition, lär som teaterdekorationsmålare sökt uppnå optisk illusion och därigenom bidragit till den grekiska målarkonstens utveckling. Hans insatser var stora särskilt inom allmän perspektivlära. Han var ursprungligen muralmålare och dekorerade bland annat Alkibiades privatbostad i vilken Agatharchos enligt en anekdot ska ha hållits inspärrad i syfte att förmås att måla. Detta lär ha skett mellan Melos förstörelse (416 f.kr) och Sicilianska expeditionen (415 f.kr). 
Han var samtida med Alkibiades och Zeuxis.